# Idris theridii
Idris theridii är en stekelart som först beskrevs av Hickman 1967.  Idris theridii ingår i släktet Idris och familjen Scelionidae. Inga underarter finns listade i Catalogue of Life.